# Stemma della Bolivia
Lo stemma della Bolivia è il simbolo araldico ufficiale del paese, adottato il 5 agosto 2009.

## Descrizione
Esso consiste in uno scudo centrale circondato da bandiere boliviane, cannoni, moschetti, rami di alloro e coronato da un condor delle Ande.
Lo scudo centrale ha un bordo con dieci stelle nella parte inferiore, a simboleggiare i nove dipartimenti e la provincia del Litorale, acquisita dal Cile nel 1879, e il nome della Bolivia nella parte superiore. All'interno dello scudo è raffigurata la montagna d'argento del Potosí con un sole che sorge e un alpaca in piedi accanto a una palma e del grano. Il contrasto tra la montagna e il piano su cui si trova l'animale ricordano l'andamento geografico del paese e le sue risorse naturali.